# Saint-Usuge
Saint-Usuge ist eine französische Gemeinde im Département Saône-et-Loire in der Region Bourgogne-Franche-Comté. Sie gehört zum Arrondissement Louhans und zum gleichnamigen Kanton Louhans. Der Ort hat 1.221 Einwohner (Stand 1. Januar 2022). Die Einwohner werden Saint-Eusèbiens, resp. Saint-Eusèbiennes genannt und tragen den Übernamen Les Tapons (deutsch: zerknautschtes Stoffstück in Form eines Zapfens, Stoffstöpsel), der auf eine Rauferei von 1834 zwischen den Saint-Eusèbiens und den Bewohnern der Nachbargemeinden zurückgeht.

## Geografie

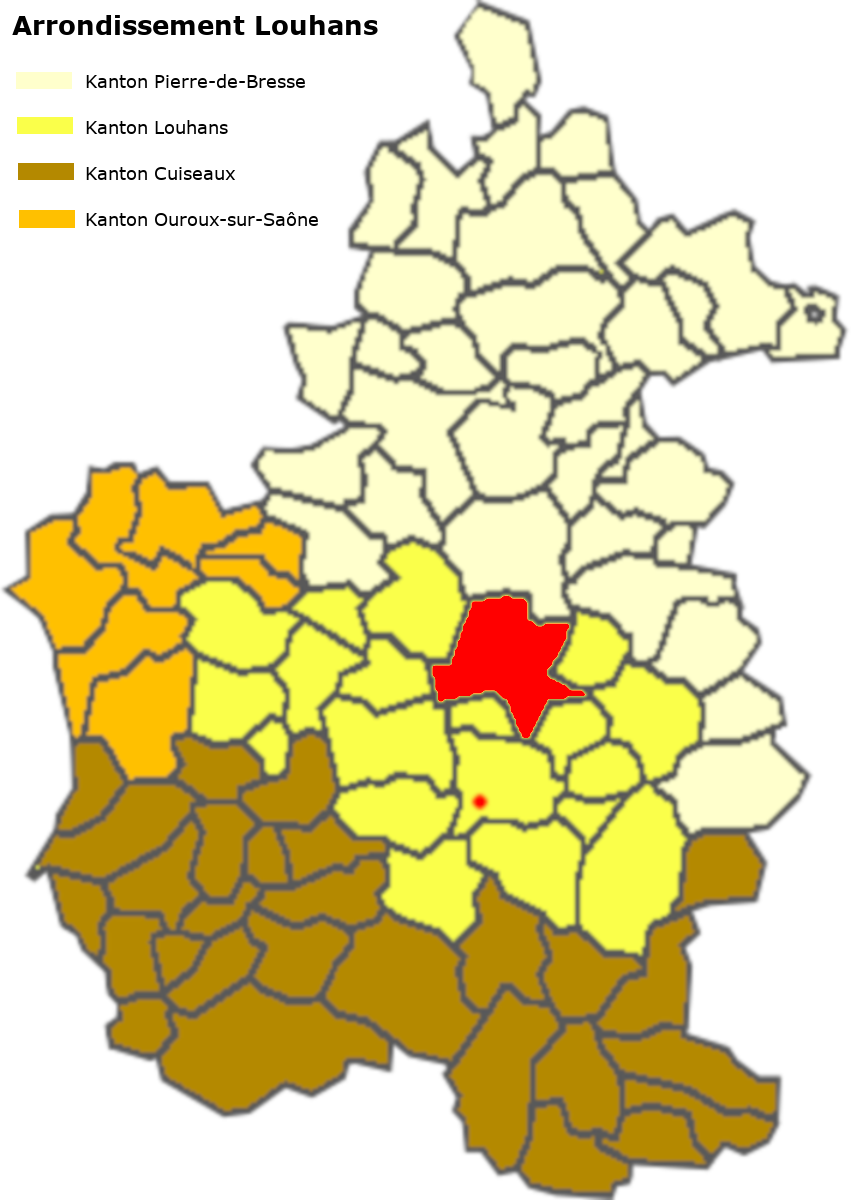
Lage der Gemeinde im Arrondissement Louhans

Saint-Usuge liegt etwa im Zentrum des Arrondissements Louhans, rund 6 km nordnordöstlich von Louhans. Die Departementsstraße D13 von Saint-Germain-du-Bois nach Louhans durchzieht die Gemeinde in Nord-Süd-Richtung. Das Gemeindegebiet umfasst mehrere Étangs mit den zugehörigen Biefs und wird von sechs Fließgewässern berührt. Das Wichtigste ist wohl die Seille, die im Nordosten und Südosten die Gemeindegrenze bildet. Ebenfalls einen Teil der südöstlichen Gemeindegrenze bildet der Ruisseau de Bunay, zusammen mit dem Bief de l’Étang de Balole. Die südwestliche Gemeindegrenze bildet die Servonne, in diese münden der Ruisseau de Promby  und der Ruisseau de Chaintre. Ganz im Norden der Gemeinde entspringt zudem die Guyotte, sie fließt nach Norden in den Doubs. Durch das nördliche Gemeindegebiet zieht sich also die Wasserscheide zwischen Doubs und Seille. Das westliche Gemeindegebiet ist allgemein recht bewaldet.
Zur Gemeinde gehören folgende Weiler und Fluren: Barand, le Bâtard, le Biolet, les Bons-Sires, Boux, Breuve, la Canière, le Carruge, le Champ-des-Mares, Champ-Gauthey, la Chanée, Charangeroux, les Chizes, Cugny, le Curtil, Curtil-Berthod, Curtil-Louis, le Devant, la Ferrière, les Granges, les Guillemin-Bernard, les Juifs, Long-le-Bief, les Maisons-Neuves, Martin-du-Bas, les Michauds, le Montceau, Moulin-de-Romain, la Petite-Tremaillère, le Pierry, Plaine-Vesvre, la Pomière, le Port, les Rippes, Roire, le Thiellet, la Tremaillère, la Tucelle, la Tuilerie, les Varennes, le Vauvril, la Vesvre, la Vicheresse, Villermin.

### Klima
Das Klima in Saint-Usuge ist warm und gemäßigt. Es gibt das ganze Jahr über deutliche Niederschläge, selbst der trockenste Monat weist noch hohe Niederschlagsmengen auf. Die Klassifikation des Klimas nach Köppen und Geiger ist Cfb ((Gemäßigtes) Ozeanklima). Die Temperatur liegt im Jahresdurchschnitt bei 12,1 °C. Der wärmste Monat ist der Juli mit einer Durchschnittstemperatur von 21,2 °C, der kälteste der Januar mit 3,4 °C. Über ein Jahr verteilt summieren sich die Niederschläge auf 1081 mm, dabei ist der November mit 117 mm der niederschlagsreichste, während Juli als trockenster Monat 72 mm aufweist. Über das ganze Jahr werden etwa 2764 Sonnenstunden gezählt.
|                        | Jan | Feb | Mär  | Apr  | Mai  | Jun  | Jul  | Aug  | Sep  | Okt  | Nov  | Dez |   |      |
| Mittl. Temperatur (°C) | 3,4 | 4,0 | 7,6  | 11,3 | 15,1 | 19,3 | 21,2 | 20,8 | 17,1 | 13,0 | 7,5  | 4,2 | ⌀ | 12,1 |
| Mittl. Tagesmax. (°C)  | 6,3 | 7,7 | 12,1 | 15,9 | 19,5 | 23,9 | 25,9 | 25,6 | 21,5 | 17,0 | 10,6 | 7,0 | ⌀ | 16,1 |
| Mittl. Tagesmin. (°C)  | 0,7 | 0,7 | 3,3  | 6,5  | 10,4 | 14,3 | 16,3 | 16,0 | 12,8 | 9,3  | 4,5  | 1,6 | ⌀ | 8,1  |
|                        |     |     |      |      |      |      |      |      |      |      |      |     |   |      |
| Niederschlag (mm)      | 98  | 83  | 80   | 90   | 93   | 77   | 72   | 73   | 87   | 104  | 117  | 107 | Σ | 1081 |

| 0,7 |

| 0,7 |

| 3,3 |

| 6,5 |

| 10,4 |

| 14,3 |

| 16,3 |

| 16,0 |

| 12,8 |

| 9,3 |

| 4,5 |

| 1,6 |

| 0,7 |

| 0,7 |

| 3,3 |

| 6,5 |

| 10,4 |

| 14,3 |

| 16,3 |

| 16,0 |

| 12,8 |

| 9,3 |

| 4,5 |

| 1,6 |

## Toponymie
Der Ort taucht erstmals 1155 als Ecclesia Sancti-Eusebii auf (deutsch: Kirche des Heiligen Eusebius). Die Herren von Montcony gründeten eine Kapelle, die dem Heiligen Eusebius von Vercelli geweiht war. Aus dem Namen des Heiligen entwickelte sich der Ortsname über Saint Eusèbe sur Seille, Saint-Euruges zur heutigen Form.
Als Folge der Revolution und der damit verbundenen Säkularisierung wurden Ortsnamen, die sich auf Heilige bezogen, im Allgemeinen umbenannt. So trug auch Saint-Usuge während einiger Zeit den Namen Chalon-sur-Seille.

## Geschichte
Bis 1710 umfasste die Pfarrei Saint-Usuge die heutigen Gemeinden Saint-Usuge, Montcony und Vincelles. Die Römerstraße von Louhans nach Bellevesvre führte durch Saint-Usuge. In Charangeroux sind nahe beieinander zwei Motten sichtbar, eine rechteckige und eine runde. Das heutige Kirchengebäude datiert aus dem 14. Jahrhundert und besteht aus den typischen Ziegelsteinmauern mit einem Glockenturm im Stil der Franche-Comté. Auf dem heutigen Gemeindegebiet bestanden verschiedene Lehen, 1461 gelangte Barand in den Besitz von Jaques Bouton, und blieb bis 1556 im Besitz der Familie. Charangeroux war im Besitz der Familie de Tholongeon, 1593 gelangte es in den Besitz von Herard Bouton von Chamilly, in dessen Familie es bis zum Beginn des 18. Jahrhunderts blieb. Im 18. Jahrhundert befand sich in Saint-Usuge eine Ziegelei, die Gemeinde war Kantonshauptort von 1790 bis 1802. 1856 befanden sich an der Seille drei Getreide- und Ölmühlen, 1860 wurde die Départementsstraße RD 13 gebaut. Zu Beginn des 20. Jahrhunderts befanden sich Ziegeleien in Thiollet und Barand, während im Ortszentrum Schmiede, Holzschuhmacher und Weinhändler tätig waren. 1988 waren in der Gemeinde noch 89 Landwirtschaftsbetriebe. Die Weiler Barand, Ferrière und Varennes befinden sich auf der Ostseite der Seille und waren berühmt für ihr Getreide von hervorragender Qualität. Die Bauern fuhren bis zu 20 Kilometer weit, um Asche zu besorgen, um ihre Böden zu trocknen und zu düngen.

### Die Herren von Saint-Usuge
- Verschiedene Lehen im Gemeindegebiet gehörten zu Louhans und den jeweiligen Herren.
- Marie de Nemours vermachte das alte Schlösschen dem Pfarrer als Pfarrhaus, zusammen mit etwas Land und der Fischenz. Die Pfarrei war eine der ausgedehntesten und umfasste auch Montcony
- Barand war schon am 8. April 1461 durch Guillaume de Vienne, dem Herrn von Sainte-Croix-en-Bresse an Jaques Bouton geschenkt worden.
- Charangeroux mit seinem Festen Haus, war ein Afterlehen von Louhans, Lehensnehmer waren im 13./14. Jahrhundert die Herren von Toulongeon, im 15./16. Jahrhundert Herard Bouton. Es gehörte später den Herren von Montcony und im 17. Jahrhundert ebenfalls Marie de Nemours, die es der Baronie Louhans einverleibte.
- Le Vauvril und la Vicheresse gehörten im 15./16. Jahrhundert den de Rupt, die mit den de Viennes verschwägert waren. Sie besaßen beim Étang de la Vicheresse ein Schlösschen. In der Folge gelangten die Herrschaften ebenfalls an die Herrschaft Louhans.
- Das Lehen von La Tremaillère gehörte den Herren de Scorailles, die in Bouhans das Schloss La Balme besaßen. Anscheinend ging die Herrschaft im 17. Jahrhundert über an die Catherines, die von Saint-Jean-de-Losne stammten und der Noblesse de robe angehörten.

Mit der Französischen Revolution 1789 wurden die Vorrechte des Adels abgeschafft, sie behielten lediglich noch ihre Titel.

### Heraldik
Saint-Usuge benutzt ein Wappen, das offensichtlich in modernen Zeiten entstanden ist. Es führt in Feld 1 einen rotbezungten Hundekopf, wohl als Hinweis auf die Hunderasse Epagneul de Saint-Usuge, in Feld 2 einen silbernen Kirchturm, wie er für die Franche-Comté typisch ist und auch die Kirche der Gemeinde ziert. Die Felder 3 und 4 füllen Elemente, wie sie im Wappen der Region Bourgogne-Franche-Comté erscheinen, sowohl was die Felder als auch teilweise die Umrandung betrifft. Bemerkenswert allerdings, dass nicht das ganze Wappen integriert wurde, sondern nur die Felder 1 und 4 des Regionalwappens im unteren Teil des Gemeindewappens übernommen wurden. Damit sind klar die Elemente, die vom Wappen der Franche-Comté zugefügt wurden, nicht übernommen worden.

## Bevölkerung
| Saint-Usuge: Einwohnerzahlen von 1793 bis 2020 | Saint-Usuge: Einwohnerzahlen von 1793 bis 2020 | Saint-Usuge: Einwohnerzahlen von 1793 bis 2020 | Saint-Usuge: Einwohnerzahlen von 1793 bis 2020 | Saint-Usuge: Einwohnerzahlen von 1793 bis 2020 |
| --- | ---------------------------------------------- | ---------------------------------------------- | ---------------------------------------------- | ---------------------------------------------- |
| Jahr |                                                |                                                |                                                | Einwohner                                      |
| 1793 | 1793                                           |                                                | 2.400                                          | 2.400                                          |
| 1800 | 1800                                           |                                                | 2.159                                          | 2.159                                          |
| 1806 | 1806                                           |                                                | 2.131                                          | 2.131                                          |
| 1821 | 1821                                           |                                                | 2.370                                          | 2.370                                          |
| 1831 | 1831                                           |                                                | 2.473                                          | 2.473                                          |
| 1836 | 1836                                           |                                                | 2.328                                          | 2.328                                          |
| 1841 | 1841                                           |                                                | 2.420                                          | 2.420                                          |
| 1846 | 1846                                           |                                                | 2.391                                          | 2.391                                          |
| 1851 | 1851                                           |                                                | 2.442                                          | 2.442                                          |
| 1861 | 1861                                           |                                                | 2.269                                          | 2.269                                          |
| 1866 | 1866                                           |                                                | 2.311                                          | 2.311                                          |
| 1872 | 1872                                           |                                                | 2.280                                          | 2.280                                          |
| 1876 | 1876                                           |                                                | 2.334                                          | 2.334                                          |
| 1881 | 1881                                           |                                                | 2.320                                          | 2.320                                          |
| 1886 | 1886                                           |                                                | 2.281                                          | 2.281                                          |
| 1891 | 1891                                           |                                                | 2.236                                          | 2.236                                          |
| 1896 | 1896                                           |                                                | 2.250                                          | 2.250                                          |
| 1901 | 1901                                           |                                                | 2.189                                          | 2.189                                          |
| 1906 | 1906                                           |                                                | 2.230                                          | 2.230                                          |
| 1911 | 1911                                           |                                                | 2.188                                          | 2.188                                          |
| 1921 | 1921                                           |                                                | 2.008                                          | 2.008                                          |
| 1926 | 1926                                           |                                                | 2.010                                          | 2.010                                          |
| 1931 | 1931                                           |                                                | 1.900                                          | 1.900                                          |
| 1936 | 1936                                           |                                                | 1.871                                          | 1.871                                          |
| 1946 | 1946                                           |                                                | 1.794                                          | 1.794                                          |
| 1954 | 1954                                           |                                                | 1.694                                          | 1.694                                          |
| 1962 | 1962                                           |                                                | 1.561                                          | 1.561                                          |
| 1968 | 1968                                           |                                                | 1.455                                          | 1.455                                          |
| 1975 | 1975                                           |                                                | 1.223                                          | 1.223                                          |
| 1982 | 1982                                           |                                                | 1.116                                          | 1.116                                          |
| 1990 | 1990                                           |                                                | 1.105                                          | 1.105                                          |
| 1999 | 1999                                           |                                                | 1.052                                          | 1.052                                          |
| 2006 | 2006                                           |                                                | 1.080                                          | 1.080                                          |
| 2009 | 2009                                           |                                                | 1.189                                          | 1.189                                          |
| 2014 | 2014                                           |                                                | 1.303                                          | 1.303                                          |
| 2020 | 2020                                           |                                                | 1.256                                          | 1.256                                          |
| Quelle(n): EHESS/Cassini bis 2006, ab 2009 INSEE Anmerkung(en): • Ab 1962 offizielle Zahlen ohne Einwohner mit Zweitwohnsitz • Höchste Einwohnerzahl 1831 mit 2473, tiefste Einwohnerzahl 1999 mit 1052 (42,5 % vom Maximum) |                                                |                                                |                                                |                                                |

| Bevölkerungsstruktur | Anzahl Einwohner | männlich | weiblich | davon Ausländer | Anteil % |
| -------------------- | ---------------- | -------- | -------- | --------------- | -------- |
|                      | 1240             | 620      | 620      | 72              | 5,8      |

| Männer | Alterstufe | Frauen |
| ------ | ---------- | ------ |
| 6      | 90 + älter | 7      |
| 60     | 75–89      | 68     |
| 148    | 60–74      | 143    |
| 140    | 45–59      | 144    |
| 87     | 30–44      | 92     |
| 75     | 15–29      | 70     |
| 105    | 0–14       | 97     |

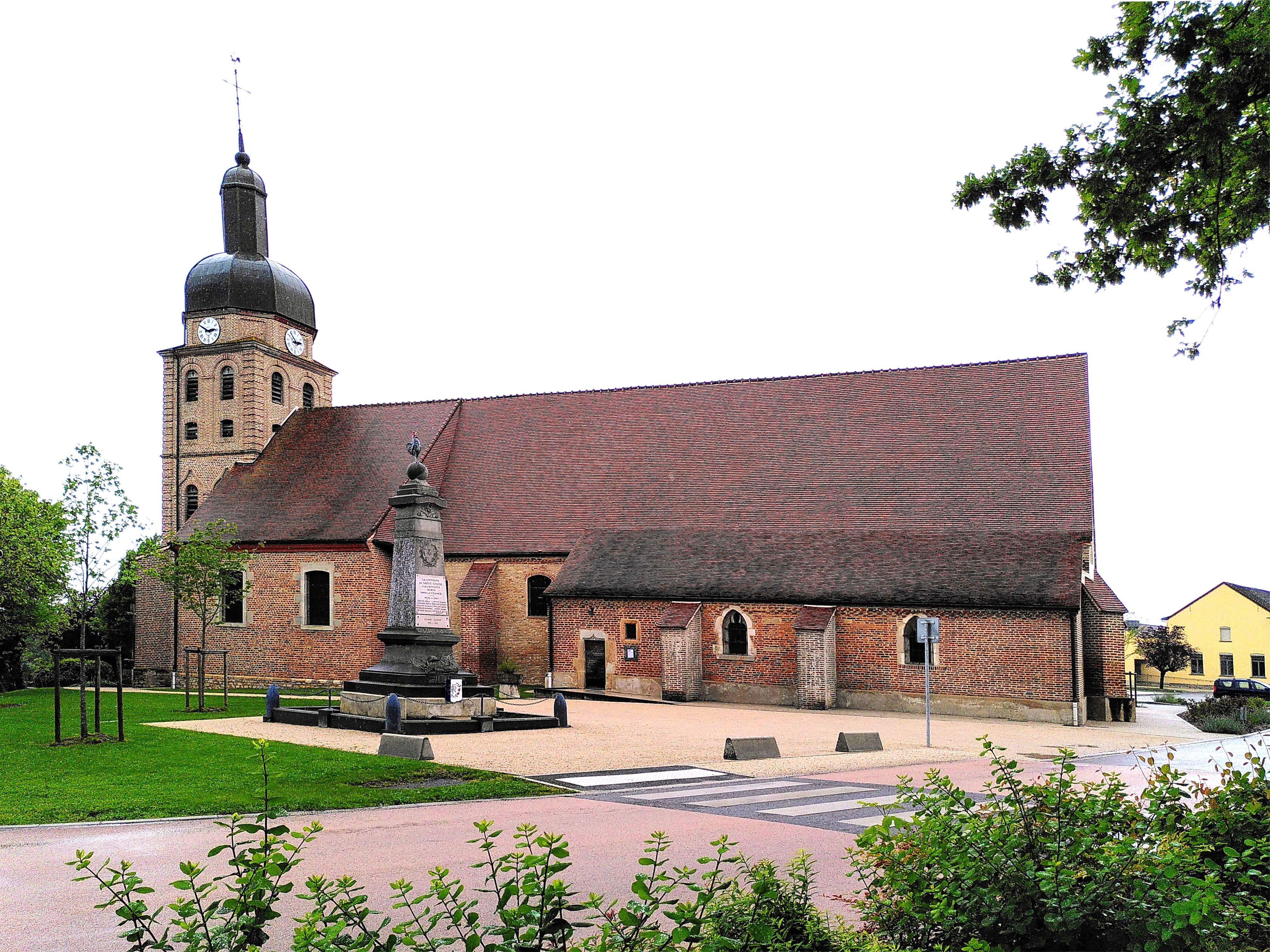
Kirche Saint-Eusèbe in Saint-Usuge

Die Bevölkerungsstruktur zwischen Männern und Frauen ist ausgeglichen. Dabei sind 42 % der Bevölkerung jünger als 45 Jahre. Die Gruppe der unter 15-Jährigen macht 16,2 % der Bevölkerung aus. Demgegenüber sind 35 % der Einwohner älter als 60 Jahre und damit im Rentenalter. Dank einer moderaten Bautätigkeit in der Gemeinde sind die jüngeren Generationen verhältnismäßig stark vertreten.
| Wohnstruktur               | Anzahl Wohneinheiten | davon Häuser | Wohnungen | sonstige |
| -------------------------- | -------------------- | ------------ | --------- | -------- |
|                            | 751                  | 711          | 39        | 1        |
| davon Hauptwohnsitz        | 584                  |              |           |          |
| Zweit- oder Ferienwohnsitz | 89                   |              |           |          |
| vakant                     | 78                   |              |           |          |

## Wirtschaft und Infrastruktur

### Unternehmen, Betriebe, Ladengeschäfte und Einrichtungen
In der Gemeinde gibt es nebst Kirche und Mairie (Gemeindehaus) folgende Unternehmen nach Branchen:
| Branche                                                           | Anzahl Betriebe |
| ----------------------------------------------------------------- | --------------- |
| Industrie und verarbeitendes Gewerbe                              | 7               |
| Baugewerbe                                                        | 20              |
| Groß- und Einzelhandel, Verkehr, Beherbergung und Gastronomie     | 19              |
| Information und Kommunikation                                     |                 |
| Finanz- und Versicherungsdienstleistungen                         | 1               |
| Grundstücks- und Wohnungswesen                                    | 8               |
| Freiberufliche, wissenschaftliche und technische Dienstleistungen | 9               |
| Öffentliche Verwaltung, Unterricht, Gesundheits- und Sozialwesen  | 7               |
| Sonstige Dienstleistungen                                         | 10              |
| Land- und Forstwirtschaftsbetriebe                                | 18              |

In der Gemeinde befinden sich eine Bäckerei und eine Metzgerei, zwei Coiffeursalons, ein Elektrogeräte- und ein Haushaltausstattungsladen, ferner zwei Autogaragen, zwei Generalunternehmen der Baubranche, drei Schreinerei-/Zimmereien, zwei Maler/Gipser und drei Installateurbetriebe. Im Ort befinden sich ein Tennis-, ein Fußball- und ein Pétanqueplatz, ein Reitsportzentrum und eine Turn- und Sporthalle, drei Krankenschwestern, ein Mehrzwecksaal, zwei Gîtes und eine Post. Mit den Gütern des täglichen Bedarfs versorgen sich die Einwohner weitgehend in Louhans.

### Geschützte Produkte in der Gemeinde
Als AOC-Produkte sind in Saint-Usuge Volaille de Bresse und Dinde de Bresse, ferner Crème et beurre de Bresse zugelassen.

### Bildungseinrichtungen
In der Gemeinde besteht eine École primaire (École maternelle und École élémentaire), die der Académie de Dijon untersteht und von 83 Schülern besucht wird. Für die Schule gilt der Ferienplan der Zone A.

## Kultur und Sehenswürdigkeiten
- Kirche des Heiligen Eusebius von Vercelli (Ursprünge 14. Jahrhundert, Teile aus dem 16. und 18. Jahrhundert). Kurzbeschrieb und Bilder Église Saint-Eusèbe[27]
- Epagneul de Saint-Usuge, der Vorstehhund aus der Bresse

## Persönlichkeiten
- Constant Quillard (1893–1972), römisch-katholischer Ordensgeistlicher, Apostolischer Präfekt von Niamey